# Пірсоніт
Пірсоніт (рос. пирссонит; англ. pyrssonite; нім. Pirssonit m) — мінерал, водний карбонат натрію і кальцію координаційної будови.

## Загальний опис
Названий за прізвищем американського мінералога Л. В. Пірссона (L.V.Pirsson), J.H.Pratt, 1896.
Хімічна формула: Na2Ca[CO3]2•2H2O.
Склад у %: Na2O — 25,61; CaO — 23,16; CO2 — 36,35; H2O — 14,88.
Сингонія ромбічна. Ромбо-пірамідальний вид.
Форми виділення: таблитчасті або призматичні кристали довжиною бл. 15 мм.
Густина 2,35.
Твердість 3,5-3,75.
Безбарвний до білого, іноді сіруватий від включень. Прозорий.
Блиск скляний.
Злам раковистий. Крихкий. Піроелектричний.
Знайдений в озері Боракс (штат Каліфорнія, США) та в Південно-Західній Африці поблизу Отаві, Намібія.